# Hearts in Exile (1929)
Hearts in Exile is een Amerikaanse dramafilm uit 1929 onder regie van Michael Curtiz. De film is wellicht zoekgeraakt.

## Verhaal
De dochter van een Russische visser wordt afgewezen door haar ware liefde en trouwt vervolgens met een baron. De beide mannen ontmoeten elkaar later in ballingschap in Siberië. Als de armere man weer thuis is, keert hij terug naar zijn oude geliefde en neemt de plaats in van haar echtgenoot. Wanneer de baron daarachter komt, pleegt hij zelfmoord.

## Rolverdeling
| Acteur           | Personage         |
| ---------------- | ----------------- |
| Dolores Costello | Vera Zuanova      |
| Grant Withers    | Paul Pavloff      |
| James Kirkwood   | Baron Serge Palma |
| George Fawcett   | Dmitri Ivanov     |
| David Torrence   | Gouverneur        |
| Olive Tell       | Anna Reskova      |
| Lee Moran        | Professor Rooster |
| Tom Dugan        | Ziekenbroeder     |
| Rose Dione       | Marya             |
| William Irving   | Rattenvanger      |
| Carrie Daumery   | Barones Veimar    |